# Гордон, Джордж, 2-й маркиз Абердин и Темер
Джордж Гордон, 2-й маркиз Абердин и Темер (англ. George Gordon, 2nd Marquess of Aberdeen and Temair; 20 января 1879 — 6 января 1965) — шотландский пэр и политический деятель, известный как лорд Хаддо с 1879 по 1916 год и граф Хаддо с 1916 по 1934 год.

## Биография
Родился 20 января 1879 года на Гросвенор-сквер, Лондон. Старший сын Джона Кэмпбелла Гамильтона-Гордона, 7-го графа Абердина (1847—1934), ставшего стал 1-м маркизом Абедина и Темера в 1916 году, и его жены Ишбел Марджорибэнкс (1857—1939), дочери Дадли Марджорибэнкса, 1-го барона Твидмута.
Он получил образование в школе Харроу, Университете Сент-Эндрюс, и колледже Баллиол, Оксфорд. Он был прогрессивным членом Лондонского окружного совета от Пекхэма с 1910 по 1925 год и от Фулхэм-Уэста с 1931 по 1934 год. Он также был председателем Общества благотворительных организаций с 1934 по 1937 год и лордом-лейтенантом Абердиншира с 1934 по 1965 год. Абердин был удостоен звания офицера ордена Британской империи в 1920 году, рыцаря ордена Святого Иоанна в 1949 году и был удостоен почетной степени доктора юридических наук Абердинского университета в 1954 году.
Лорд Абердин и Темер был дважды женат. 6 августа 1906 года он женился первым браком на Мэри Флоренс Кликсби. После её смерти в 1937 году он женился вторым браком, 21 декабря 1940 года, на Энн Оррок Стронах Шейле Форбс. Она умерла в 1949 году. От двух браков у него не было.
2-й маркиз Абердин и Темер скончался в январе 1965 года в возрасте 85 лет. Ему наследовал его младший брат, подполковник Дадли Гордон, 3-й маркиз Абердин и Темер (1883—1972).